# Amstel Gold Race 1996
La 31ª edición de la Amstel Gold Race se disputó el 27 de abril de 1996 en la provincia de Limburg (Países Bajos). La carrera constó de una longitud total de 253 km, entre Heerlen y Maastricht.
El vencedor fue el italiano Stefano Zanini (Gewiss-Playbus) fue el vencedor de esta edición en solitario en la línea de meta. El italiano Mauro Bettin (Refin-Mobivetta) y el belga Johan Museeuw (Mapei-GB) fueron segundo y tercero respectivamente. 

## Clasificación final
| Pos. | Ciclista              | Equipo                | Tiempo     |
| ---- | --------------------- | --------------------- | ---------- |
| 1    | Stefano Zanini        | Gewiss-Playbus        | 5h 55' 36" |
| 2    | Mauro Bettin          | Refin-Mobilvetta      | + 22"      |
| 3    | Johan Museeuw         | Mapei-GB              | m. t.      |
| 4    | Alexandre Gontchenkov | Roslotto-ZG Mobili    | m. t.      |
| 5    | Fabiano Fontanelli    | MG Maglificio         | m. t.      |
| 6    | Andrei Tchmil         | Lotto                 | m. t.      |
| 7    | Emmanuel Magnien      | Festina               | m. t.      |
| 8    | Gianluca Bortolami    | Mapei-GB              | m. t.      |
| 9    | Jens Heppner          | Team Deutsche Telekom | m. t.      |
| 10   | Beat Zberg            | Carrera Jeans         | m. t.      |